# Alfie Wise
Alfie Wise (* 17. November 1943 in Altoona, Pennsylvania; † 22. Juli 2025 in West Palm Beach, Florida) war ein US-amerikanischer Schauspieler.

## Leben
Wise machte seinen Schulabschluss 1960, ging dann an die Pennsylvania State University, bevor er in der US Navy diente.
Wise begann seine Schauspielkarriere Anfang der 1970er Jahre. Sein Spielfilmdebüt hatte er 1974 in Die härteste Meile; hier spielte er erstmals an der Seite von Burt Reynolds. Zwischen 1977 und 1986 war er in neun Filmen mit Reynolds in der Hauptrolle zu sehen, darunter Ein ausgekochtes Schlitzohr und Auf dem Highway ist die Hölle los; zudem spielte er von 1989 bis 1990 die Rolle des Oliver Wardell in der Krimiserie B.L. Stryker. Die letzte Zusammenarbeit der beiden fand 1991 statt; Wise spielte eine Gastrolle in der Serie Daddy schafft uns alle. 1986 hatte er eine Nebenrolle in Hal Needhams BMX-Film Rad.
1983 spielte er in der von Glen A. Larson produzierten Krankenhausserie Trauma Center an der Seite von Lou Ferrigno und James Naughton, diese wurde jedoch nach 13 Folgen eingestellt. In den 1990er Jahren spielte Wise an der Seite von Bud Spencer; 1993 war er in einer Gastrolle in Zwei Supertypen in Miami zu sehen, 1997 stellte er in der Serie Zwei Engel mit vier Fäusten die Rolle des Captain John McQuade dar. Seinen letzten Auftritt hatte er in den Jahren 1999 und 2000 in der BBC-Serie S Club 7 in Miami, wo er in 15 Episoden als Howard Borlotti zu sehen war. Nach dem Ende seiner Schauspielkarriere arbeitete er als Immobilienmakler in Florida.
Wise starb im Alter von 82 Jahren im Thomas H. Corey VA Medical Center in West Palm Beach.

## Filmografie (Auswahl)

### Fernsehen
- 1983: Trauma Center
- 1987: NAM – Dienst in Vietnam (Tour of Duty)
- 1989–1990: B.L. Stryker
- 1991: Daddy schafft uns alle (Evening Shade)
- 1993: Zwei Supertypen in Miami (Detective Extralarge)
- 1997: Zwei Engel mit vier Fäusten (Noi siamo angeli)
- 1999–2000: S Club 7 in Miami (Miami 7)

### Film
- 1974: Die härteste Meile (The Longest Yard)
- 1976: Der scharlachrote Pirat (Swashbuckler)
- 1976: Schlacht um Midway (Midway)
- 1977: Ein ausgekochtes Schlitzohr (Smokey and the Bandit)
- 1978: Um Kopf und Kragen (Hooper)
- 1978: Nobody Is Perfect (The End)
- 1979: Auf ein Neues (Starting Over)
- 1979: Heiße Ware (Hot Stuff)
- 1981: Auf dem Highway ist die Hölle los (The Cannonball Run)
- 1981: Ich brauche einen Erben (Paternity)
- 1983: Der rasende Gockel (Stroker Ace)
- 1984: City Heat – Der Bulle und der Schnüffler (City Heat)
- 1986: Heat – Nick, der Killer (Heat)
- 1986: Rad